# Tianshan Gate of the World Plots 27 and 28
El Tianshan Gate of the World Plots 27 and 28, parte del proyecto de uso mixto Tianshan Gate of the World, es un rascacielos superalto actualmente en construcción el la ciudad de Shijiazhuang, China. El edificio fue diseñado por el estudio de arquitectura de Hong Kong Aedas. La construcción comenzó en 2019 y está previsto que termine en 2025. Se espera que tenga 106 plantas y que mida 450 metros.